# Église Catherine de Stockholm
L’église Catherine (en suédois : Katarina kyrka) est l'une des principales églises de la ville de Stockholm. Elle doit son nom à la princesse Catherine de Suède, demi-sœur du roi Gustave II Adolphe et mère du roi Charles X Gustave, lequel est à l'origine de la construction du sanctuaire.

## Histoire
Les plans de l'église sont confiés à l'architecte français huguenot Jean de la Vallée. Celui-ci dessine un édifice en forme de croix grecque couronné par un dôme octogonal prenant appui sur une souche carrée s'élevant à la croisée du transept. Les travaux commencent effectivement en 1656 et se poursuivent durant presque quatre décennies, l'église étant considérée comme achevée en 1695. En 1723, un grand incendie ravage le sanctuaire et le quartier adjacent. Des fonds sont très rapidement alloués à la reconstruction de l'édifice, charge que l'on confie à l'architecte Göran Josuæ Adelcrantz.
Dans la nuit du 16 mai 1990, l'église est de nouveau la proie des flammes. L'incendie ne tarde pas à se propager et au matin, seuls subsistent les murs extérieurs au milieu d'un amas de débris calcinés. À l'issue de ce sinistre, les pouvoirs publics décident de confier la reconstruction de l'église à l'architecte Ove Hidemark avec pour mission de respecter autant que possible les dispositions d'origine.

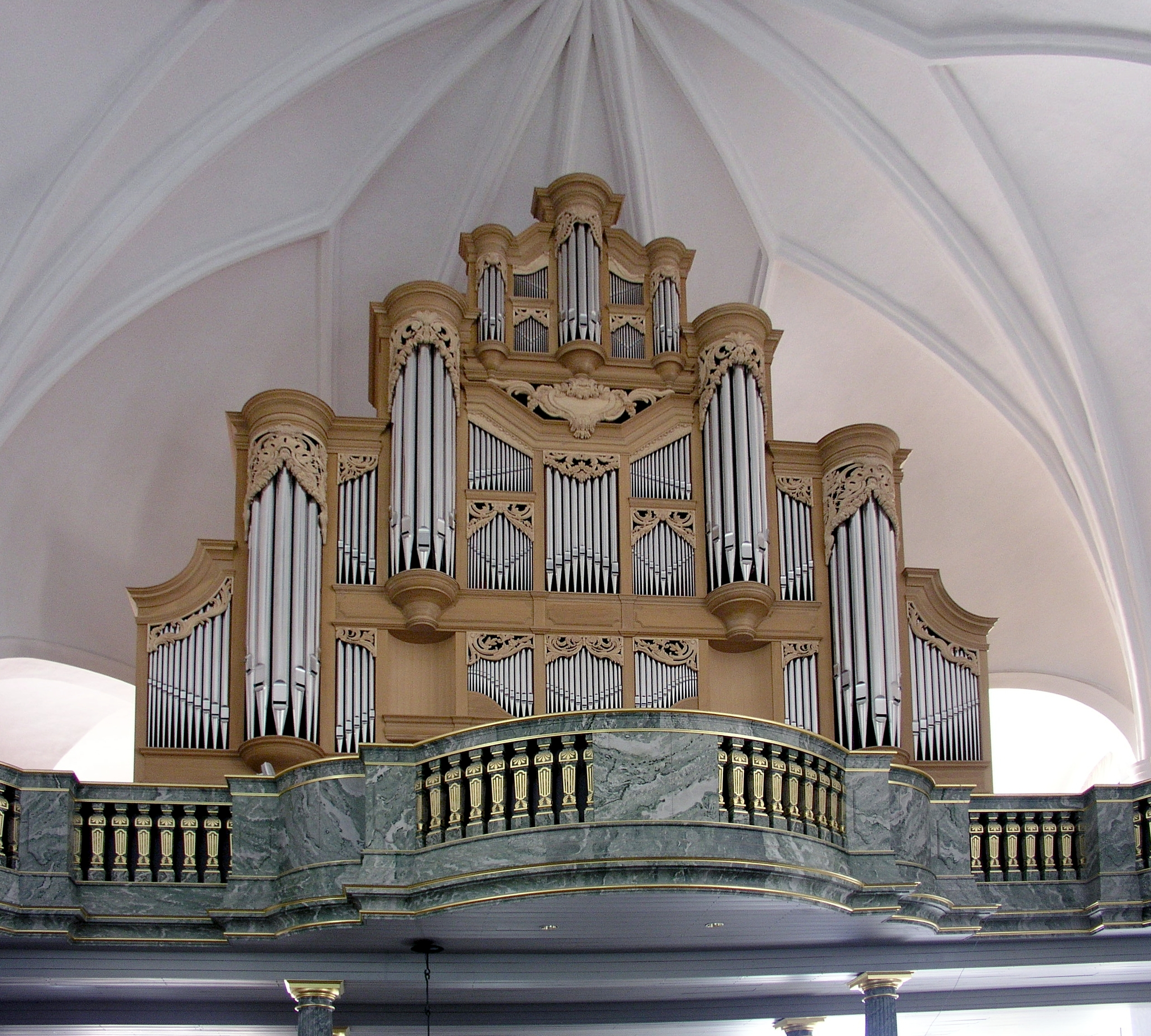
Les orgues.

Après cinq années de travaux ayant coûté au total près de 270 millions de couronnes, l'église reconstruite à l'identique est de nouveau ouverte au public en 1995. Parmi les éléments notables de la nouvelle église, les grandes orgues sont issues des ateliers J. L. van den Heuvel Orgelbouw, situés aux Pays-Bas.
Le cimetière paroissial situé à proximité de l'édifice accueille les sépultures de plusieurs personnalités suédoises parmi lesquelles le régent de Suède Sten Sture le Vieil (1440-1503) et l'ancien ministre des affaires étrangères Anna Lindh, assassinée en 2003.